# Lithophane georgii
Lithophane georgii là một loài bướm đêm trong họ Noctuidae.